# Rafael Cob García

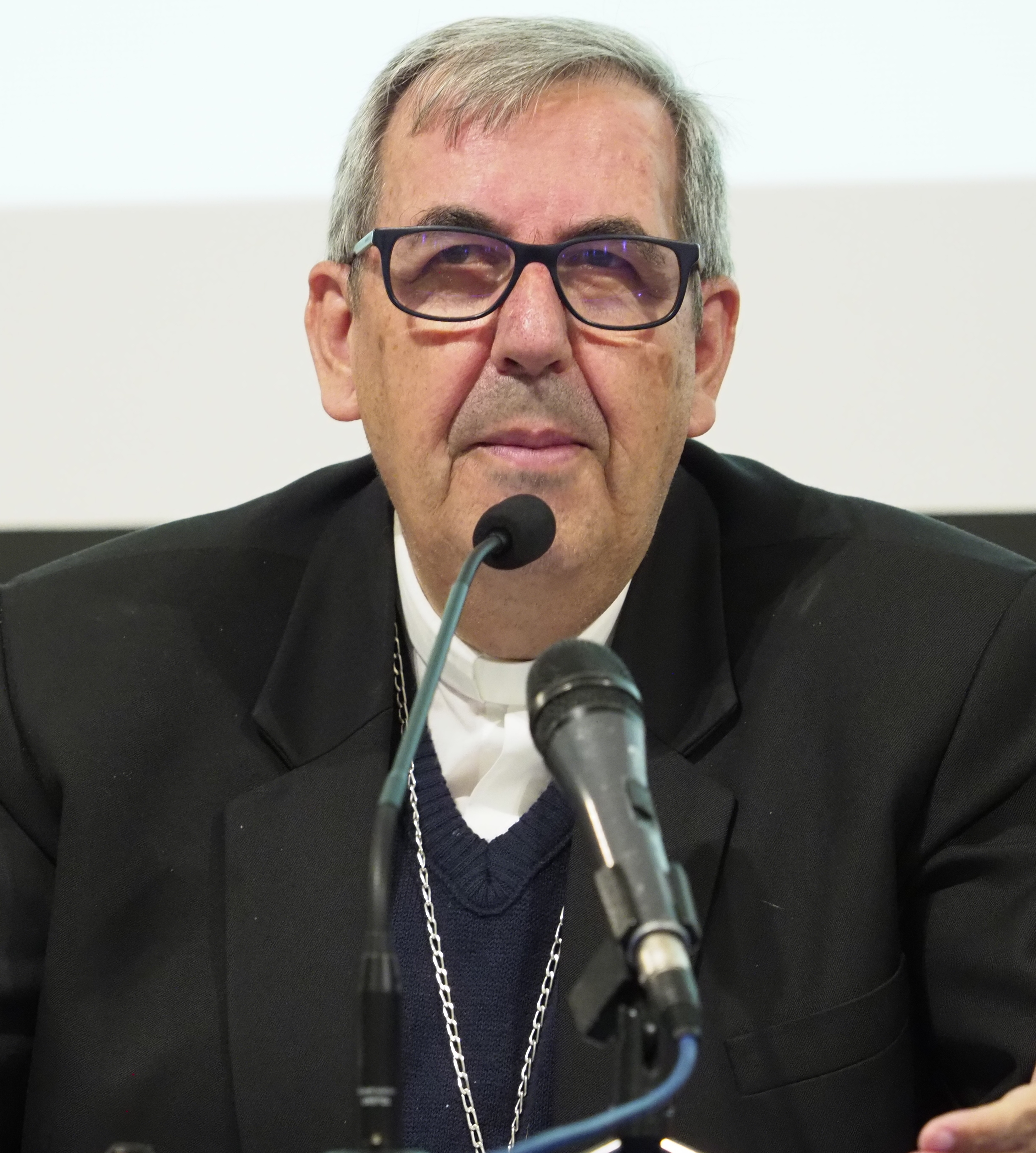
Rafael Cob García

Bischofswappen von Rafael Cob García

Rafael Cob García (* 23. Oktober 1951 in La Horra) ist ein spanischer römisch-katholischer Geistlicher und Apostolischer Vikar von Puyo.

## Leben
Rafael Cob García empfing am 23. Oktober 1976 die Priesterweihe für das Erzbistum Burgos.
Papst Johannes Paul II. ernannte ihn am 28. November 1998 zum Apostolischen Vikar von Puyo und Titularbischof von Cerbali. Die Bischofsweihe spendete ihm der Papst persönlich am 6. Januar des nächsten Jahres; Mitkonsekratoren waren Giovanni Battista Re, Substitut des Staatssekretariates, und Francesco Monterisi, Sekretär der Kongregation für die Bischöfe und des Kardinalskollegiums.